# Lista de métodos de pesquisa psicológica
Uma ampla gama de métodos de pesquisa é utilizada na psicologia. Esses métodos variam conforme as fontes de onde a informação é obtida, a forma como essa informação é amostrada e os tipos de instrumentos utilizados na coleta de dados. Os métodos também variam se coletam dados qualitativos, dados quantitativos ou ambos.
As descobertas da Pesquisa psicológica qualitativa não são alcançadas por meio de procedimentos estatísticos ou outros métodos quantitativos. As descobertas da Pesquisa psicológica quantitativa resultam de modelagem matemática e de estimativas ou inferência estatística. Os dois tipos de pesquisa diferem nos métodos empregados, e não nos temas abordados.
Existem três principais tipos de pesquisa psicológica:
- Pesquisa correlacional
- Pesquisa descritiva
- Pesquisa experimental

## Métodos comuns
Os desenhos de pesquisa e os métodos de coleta de dados comuns incluem:
- Pesquisa documental
- Estudo de caso utiliza diferentes métodos de pesquisa (por exemplo, entrevista, observação, questionário de autorrelato) com um único caso ou um pequeno número de casos.
- Simulação por computador (modelagem)
- Etnografia
- Metodologia de amostragem de eventos, também referida como método de amostragem de experiência, estudo de diário ou avaliação ecológica momentânea
- Experimento, frequentemente com grupos separados de grupos de tratamento e controle (ver controle científico e desenho experimental). Veja Psicologia experimental para mais detalhes.
- Experimento de campo
- Grupo focal
- Entrevista, que pode ser Entrevista estruturada ou Entrevista não estruturada.
- Meta-análise
- Neuroimagem e outros métodos psicofisiológicos
- Estudo observacional, que pode ser naturalístico (ver experimento natural), participante ou controlado.
- Avaliação de programas
- Quase-experimento
- Inventário de autorrelato
- Sondagem, frequentemente com uma amostra aleatória (ver amostragem por sondagem)
- Estudo com gêmeos

Os desenhos de pesquisa variam de acordo com o(s) período(s) de tempo durante os quais os dados são coletados:
- Estudo de coorte retrospectivo: os participantes são escolhidos e, em seguida, os dados sobre suas experiências passadas são coletados.
- Estudo de coorte prospectivo: os participantes são recrutados antes de os efeitos independentes propostos serem administrados ou ocorrerem.
- Estudo transversal: uma população é amostrada em todas as medidas propostas em um único ponto no tempo.
- Estudo longitudinal: os participantes são estudados em vários pontos no tempo, podendo abordar o efeito de coorte e ajudar a indicar direções causais dos efeitos.
- Estudo cruzado-sequencial: grupos de diferentes idades são estudados em vários pontos no tempo; combina os desenhos transversal e longitudinal.

A pesquisa em psicologia tem sido conduzida tanto com animais quanto com sujeitos humanos:
- Estudo com animais
- Pesquisa com sujeitos humanos